# Atrium Mall
Atrium Mall este un centru comercial în Arad, inaugurat la data de 23 martie 2010, în urma unei investiții de 70 milioane euro.Centrul are 100 de magazine și un multiplex Cinema City.
Dezvoltarea mallului a fost începută de fondul britanic de investiții Carpathian (75%) și o firmă a omului de afaceri Michael Israeli (25%), Are o suprafață totală închiriabilă de 30.000 de metri pătrați, găzduiește 100 de magazine și dispune și de 1.000 de locuri de parcare.